# Jorge Telerman

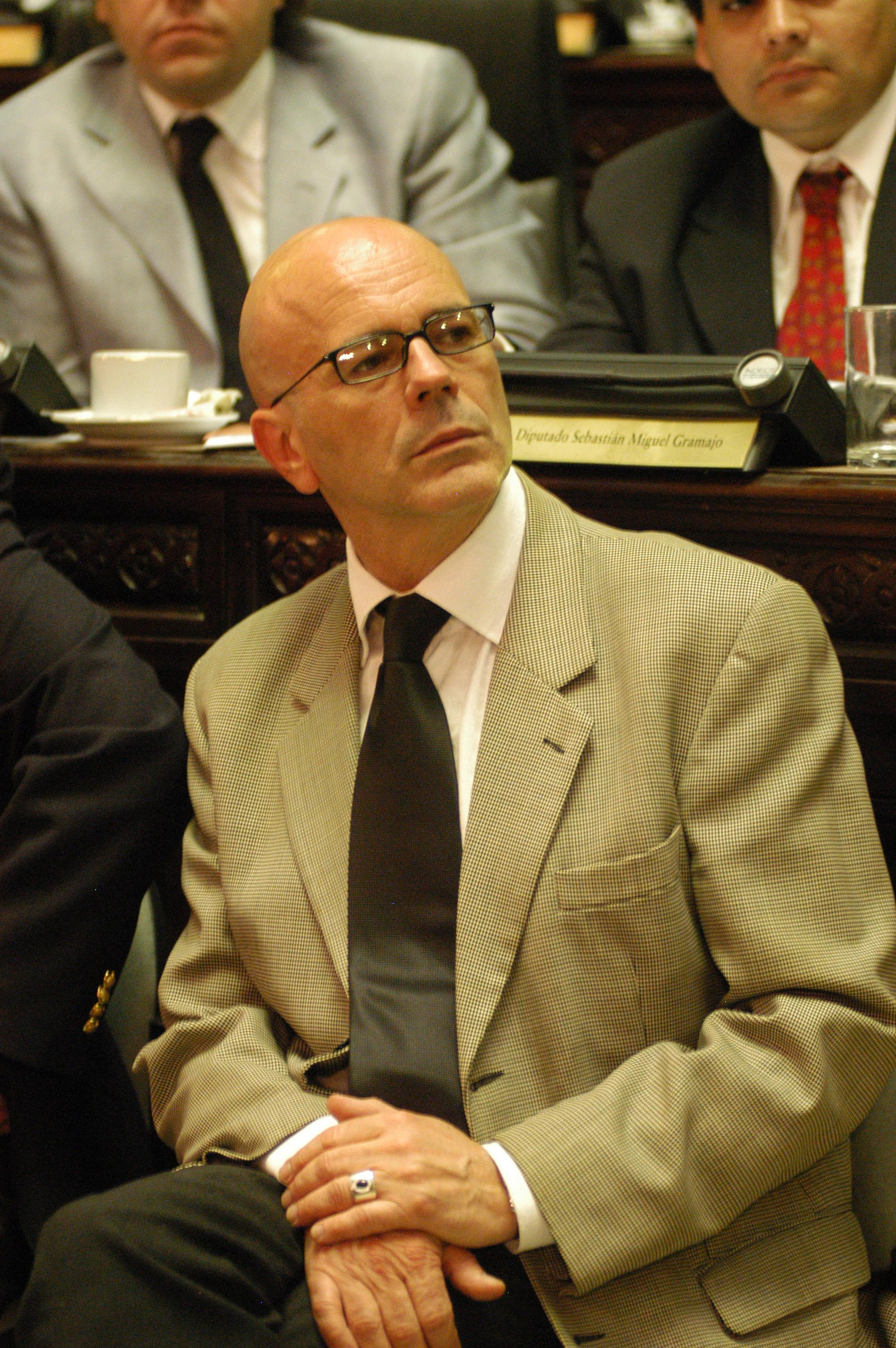
Jorge Telerman

Jorge Telerman (* 29. November 1955 in Buenos Aires) ist ein argentinischer Politiker und Journalist. Vom 13. März 2006 bis zum 11. Dezember 2007 war er Bürgermeister der Hauptstadt Buenos Aires.

## Leben
Jorge Telerman wurde 1955 als jüngster von drei Söhnen im Stadtteil Villa del Parque geboren. Seine Eltern, Damían und Fanny Telerman, waren Kaufleute und stammten von jüdischen Einwanderern ab, die vor der Verfolgung in Europa geflohen waren. Er besuchte zunächst eine englischsprachige Grundschule, wechselte dann aber zur República del Perú-Privatschule. Anschließend besuchte er eine Sekundarschule mit einem Schwerpunkt auf Chemie. In den letzten drei Schuljahren nahm er dort am Spätunterricht teil, um tagsüber in einem Labor arbeiten zu können. Nach dem Schulabschluss studierte Telerman drei Jahre lang Biochemie an der Universidad de Buenos Aires.
Während der Militärdiktatur lebte Telerman in Frankreich, wo er als Musiker und Koch arbeitete und Vorlesungen in Philosophie an der Universität Aix-en-Provence besuchte. 1980 kehrte er nach Argentinien zurück und traf seine spätere Ehefrau, die Schauspielerin Eva Píccolo. Das Paar hat zwei Kinder: Federico und Catalina. In Buenos Aires schrieb er sich für Journalismus am Centro de Estudios Buenos Aires ein, wo er den Semiologen Oscar Steimberg traf und sich selber auf Semiologie spezialisierte.
Telerman begann Artikel für „Medios & Comunicación“ zu schreiben. 1982 wechselte er zum Magazin „Don“, wo Abelardo Ramos, Dalmiro Sáenz und Ana María Shua zu seinen Kollegen gehörten. 1984 wurde er Dozent an der Universidad de Buenos Aires für Semiologie und außerdem Dozent am Colegio Argentino de Filosofía, wo er Philosophie unterrichtete. Als Journalist war er bei Printmedien, im Rundfunk und im Fernsehen tätig. 1998 gründete Telerman, zusammen mit Partnern, das La Trastienda, ein Theater und Konzertsaal im Stadtteil San Telmo (Buenos Aires).

### Politische Laufbahn
Telerman begann sich bereits früh politisch zu engagieren. Er war Schülervertreter in der Sekundarschule und Mitglied bei den Jungen Kommunisten Argentiniens (FEDE). Beeinflusst von den politischen Vorstellungen seines Vaters wurde er 1974 Mitglied der Peronistischen Partei. Er war Sprecher von Antonio Cafiero, der 1987 Gouverneur der Provinz Buenos Aires wurde. 1990 wurde er Presse-Attaché des argentinischen Botschafters Guido di Tella in den USA. Es schlossen sich weitere Aufgaben im diplomatischen Dienst an, 1998 wurde Telerman argentinischer Botschafter in Kuba. Er kehrte nach Buenos Aires zurück, um im Wahlkampfteam für Eduardo Duhalde zu arbeiten. 1999 wurde er in die Abgeordnetenkammer gewählt.
Zwischen 2000 und 2003 war Telerman Kultursekretär für die Stadt Buenos Aires. Seine Leistungen führten zu seiner Ernennung als Vize-Bürgermeister am 10. Dezember 2003 unter Aníbal Ibarra. Als solcher war er für die soziale Entwicklung der Stadt zuständig und war Präsident des Stadtparlamentes. Nach Ibarras Absetzung infolge der Brandkatastrophe in der Diskothek República Cromañón rückte Telerman in das Bürgermeisteramt nach. Bei der nächsten regulären Wahl 2007 kandidierte er für das Amt, wurde aber mit 20,7 % der Stimmen nur Dritter (hinter Daniel Filmus und Mauricio Macri).
| Vorgänger     | Amt                                      | Nachfolger     |
| ------------- | ---------------------------------------- | -------------- |
| Aníbal Ibarra | Bürgermeister von Buenos Aires 2006–2007 | Mauricio Macri |